# Ib Poulsen (filolog)
 Der er flere personer med dette navn, se Ib Poulsen.
Ib Poulsen (født 8. januar 1949, død 6. april 2024) var en dansk professor og tidligere rektor for Roskilde Universitet (2009 til 2014).
Poulsen blev cand.mag. i dansk fra Københavns Universitet i 1976 og efterfølgende ansat ved Institut for Nordisk Filologi samme sted. I 1992 blev han lic.phil. på en afhandling om formidling af danskfaget, og han blev i 1999 professor i dansk sprog og sprogpædagogik ved Danmarks Pædagogiske Universitet. I 2002 blev han ansat som professor i dansk sprog og medievidenskab ved Institut for Kultur og Identitet, Roskilde Universitet. 
Han blev i 2006 dr.phil. på afhandlingen Radiomontagen og dens rødder, Et studie i den danske radiomontage med vægt på dens radiofoniske genreforudsætninger. Han har desuden skrevet en større antal artikler om radio og radiofoniske udtryksformer og er medforfatter til 'Medier og Kultur.
I september 2009 blev Poulsen rektor for Roskilde Universitet, en stilling han fratrådte den 1. april 2014, da hans kontrakt udløb.